# Harnai (Distrikt)
Der Distrikt Harnai (Urdu ضلع ہرنائی) ist ein Verwaltungsdistrikt in der pakistanischen Provinz Belutschistan. Sitz der Distriktverwaltung ist die Stadt Haranai.

## Geografie
Der Distrikt befindet sich im Nordosten der Provinz Belutschistan und ist von den Khilafat- und den Zarghoon-Gebirgen umgeben. Das Harnai-Tal erstreckt sich vom Chappar-Berg bis zu Spintangi. Die Höhe über dem Meeresspiegel variiert zwischen 192 und 3.545 m.

## Klima
Die Sommer sind sehr heiß und die Winter sind mild. Die Regenzeit ist meistens im Monsun.

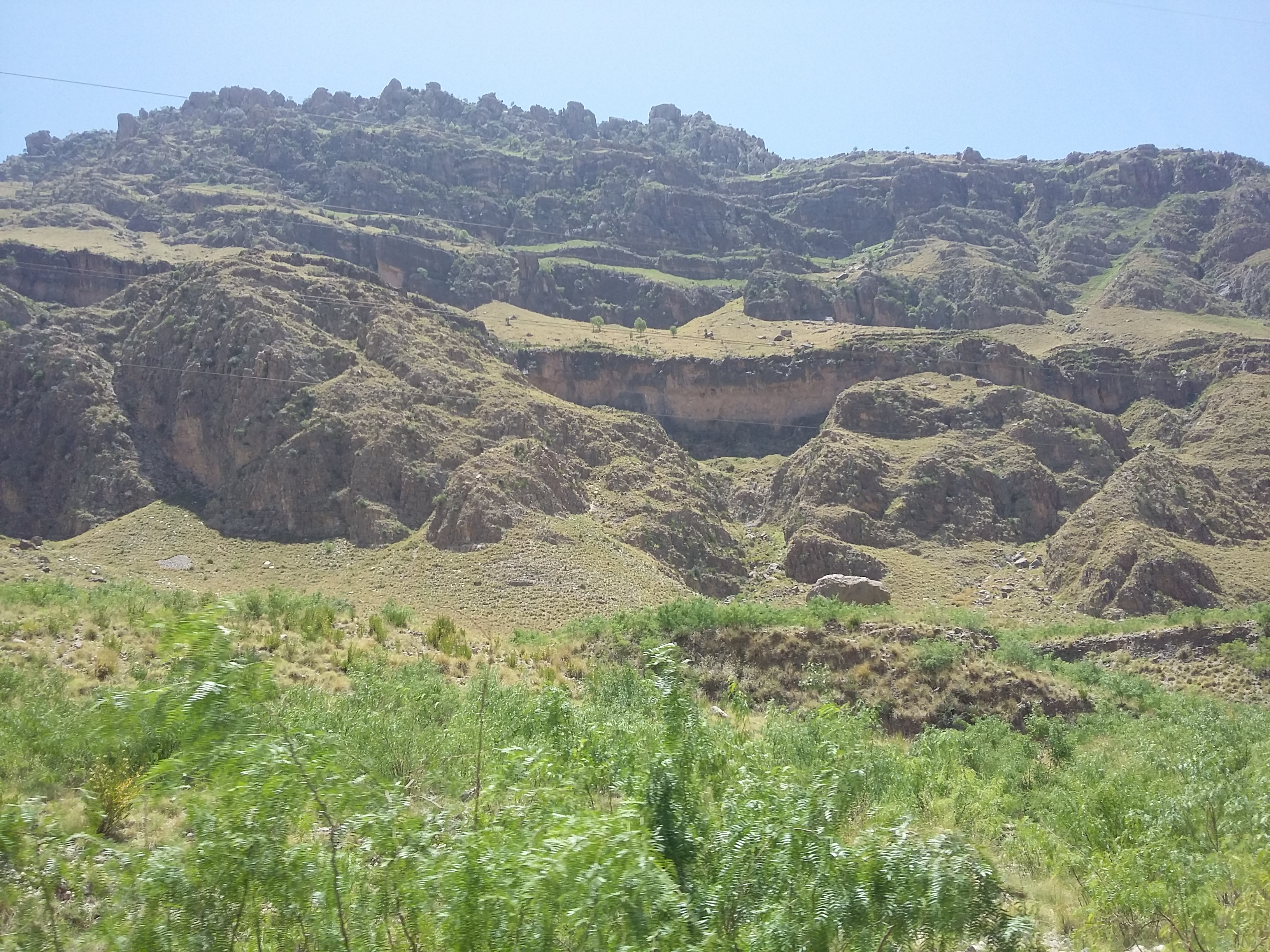
Landschaft in Harnai

|                       | Jan | Feb | Mär | Apr | Mai | Jun  | Jul  | Aug | Sep  | Okt | Nov | Dez  |   |       |
| Mittl. Tagesmax. (°C) | 20  | 25  | 36  | 38  | 44  | 43   | 41   | 39  | 39   | 37  | 31  | 25   | ⌀ | 34,9  |
| Mittl. Tagesmin. (°C) | 4   | 7   | 16  | 31  | 27  | 29   | 29   | 28  | 25   | 22  | 12  | 9    | ⌀ | 20    |
|                       |     |     |     |     |     |      |      |     |      |     |     |      |   |       |
| Niederschlag (mm)     | 6,6 | 9,8 | 1,3 | 2,5 | 2   | 75,2 | 65,3 | 6,7 | 14,4 | 0   | 0   | 22,7 | Σ | 206,5 |

| 4 |

| 7 |

| 16 |

| 31 |

| 27 |

| 29 |

| 29 |

| 28 |

| 25 |

| 22 |

| 12 |

| 9 |

| 4 |

| 7 |

| 16 |

| 31 |

| 27 |

| 29 |

| 29 |

| 28 |

| 25 |

| 22 |

| 12 |

| 9 |

## Geschichte
Der Distrikt teilte die Geschichte des Nachbardistrikts Sibi. Im Mittelalter war Harnai zeitweilig Teil des Ghaznawidenreichs. Ende des 15. Jahrhunderts gehörte Harnai zu Multan und danach zum Mogulreich. Im Jahr 1714 wurde es von der Kalhora-Dynastie im Sindh übernommen. Später im 18. Jahrhundert kam die Region zum großafghanischen Durrani-Reich. 1879 kam die ganze Region infolge des Zweiten Anglo-Afghanischen Krieges im Vertrag von Gandamak 1879 zu Britisch-Indien. Harnai wurde Teil des Distrikts Sibi und blieb dies zunächst auch während der Zugehörigkeit zu Pakistan. Im Jahr 2007 wurde Harnai als eigener Distrikt neu gebildet.

## Verwaltungsgliederung
Der Distrikt war 2017 administrativ in zwei Tehsils (Harnai, Shahrag) und ein Sub-Tehsil (Khoast) eingeteilt.

## Demografie
Nach der Volkszählung 2017 lebten 97.052 Personen im Distrikt. Bei einer Fläche von 2.492 km² entsprach dies einer Bevölkerungsdichte von 38,95 Einwohnern/km². Das Geschlechterverhältnis war mit 115,30 Männern auf 100 Frauen deutlich unausgeglichen. 83,5 % sprachen Paschtunisch, 12,7 % Belutschisch und 4,8 % andere Sprachen als Muttersprache. 99,4 % waren Muslime. Die Alphabetisierungsrate lag bei 36,2 % (Männer 49,9 %, Frauen 20,3 %).
| Jahr | Einwohnerzahl |
| ---- | ------------- |
| 1998 | 76.652        |
| 2017 | 97.017        |